# Гладкий Яків Лук'янович
Яків Лук'янович Гладкий (20 квітня 1900 — 9 лютого 1975) — кулеметник 416 стрілецького полку (Рильсько-Коростенська Червонопрапорна ордена Суворова дивізія, 13-а армія, 1-й Український фронт). Повний кавалер ордена Слави (1952).

## Біографія
Народився 20 квітня 1900 року в селі Саломирка (нині Порик) Хмільницького району Вінницької області в селянській родині. Українець. Отримав початкову освіту, потім працював в місцевому колгоспі. У 1938—1940 роках проходив службу в Червоній Армії. На фронті німецько-радянської війни з березня 1944 року. Брав участь в боях на 1-му Українському фронті, а 3 липня був поранений. Під час наступу в районі населеного пункту Зисартувка (10 км на північний схід від міста Ряшів, Польща) знищив більше 10 гітлерівців і подавив вогонь 2 кулеметів. Наказом по 112-й стрілецькій дивізії від 6 серпня 1944 року рядовий Яків Лук'янович Гладкий нагороджений орденом Слави 3-го ступеня.
20 січня наступного року його батальйон потрапив у оточення поблизу населеного пункту Осякув (38 км на південний схід від міста Злочів, Польща). Кулеметним вогнем підтримував підрозділи, що оборонялися, і знищив більше 10-ти ворожих вояків. Наказом по 112-й стрілецькій дивізії від 23 січня 1945 року Яків Лук'янович Гладкий вдруге нагороджений орденом Слави 3-го ступеня.
27 січня, поблизу населеного пункту Ламперсдорф (16 км на південний схід від міста Любень, Польща), він одним з перших подолав річку Одер і закріпився на протилежному березі. Відбиваючи атаки супротивника вогнем із кулемета, знищив декілька десятків ворожих солдат і офіцерів, що дало змогу втримати і розширити зайняту позицію. Наказом по військам 13-ї армії від 1 лютого 1945 року молодший сержант Гладкий Яків Лук'янович нагороджений орденом Слави 2-го ступеня.
Після демобілізації повернувся до рідного села, працював у колгоспі.
Наказом Президії Верховної ради СРСР від 27 лютого 1952 року здійснено перенагороджування ордену Слави 3-го ступеня (за наказом від 23 січня 1945 року) на орден Слави 1-го ступеня.

## Нагороди
- Ордени Слави 1-го, 2-го, 3-го ступенів
- Медаль «За бойові заслуги» (1.6.1944)